# Anders de la Motte

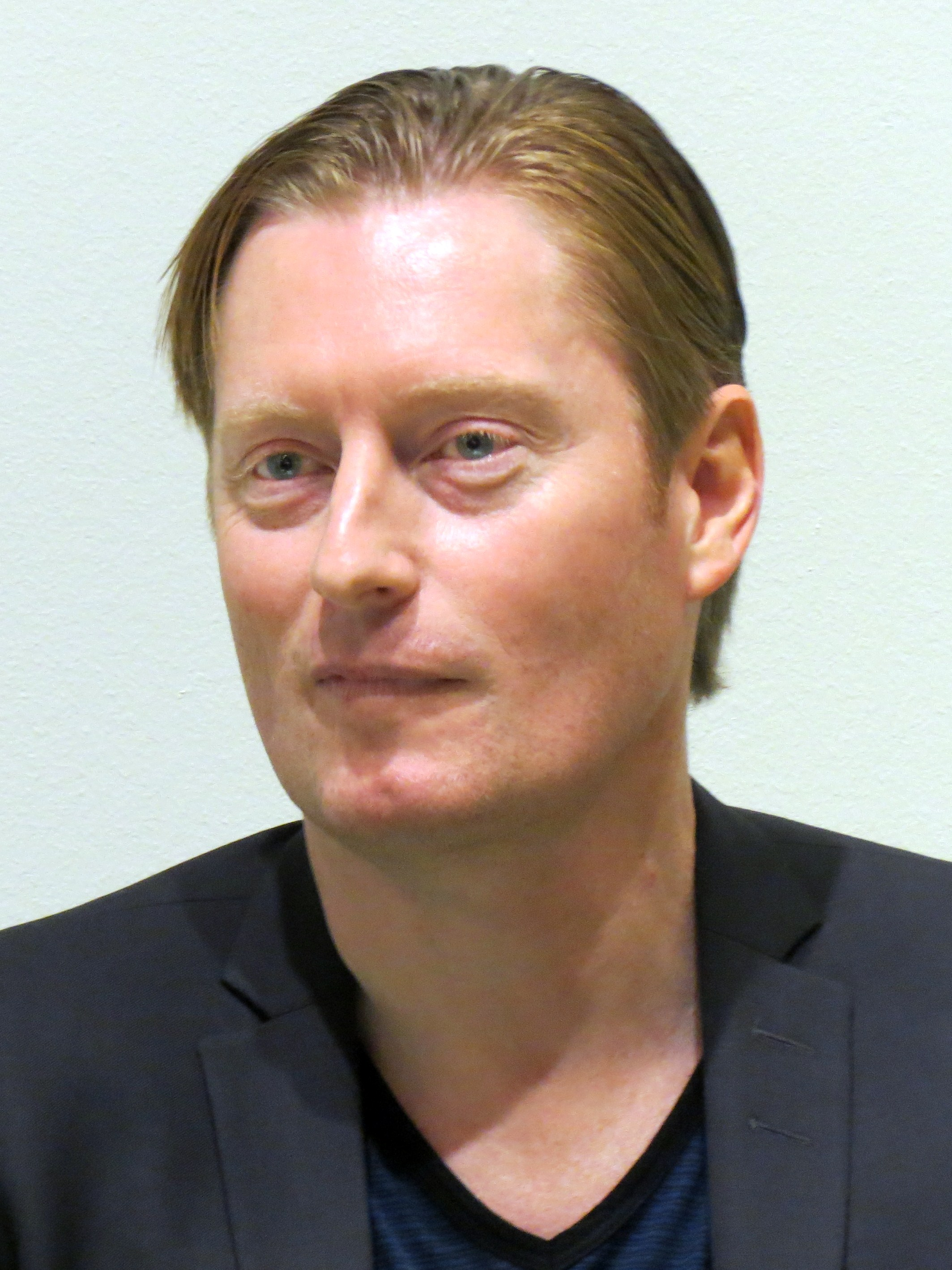
Anders de la Motte.

Anders de la Motte (* 19. června 1971) je švédský spisovatel. Pracoval jako policista, šéf ochranky v IT firmě a mezinárodní konzultant bezpečnostních služeb. Proslavil se trilogií Game, Buzz a Bubble, kde zpracoval téma nebezpečí zneužívání informační technologie a manipulace.

## Dílo

### Game
- 2010 – Game, česky 2013 (Knižní klub, ISBN 978-80-242-3923-1), česká audiokniha 2015 (OneHotBook, EAN: 8594169480558)
- 2011 – Buzz, česky 2013 (Knižní klub, ISBN 978-80-242-4114-2)
- 2012 – Bubble, česky 2014 (Knižní klub, ISBN 978-80-242-4377-1)

### Leo Askerová
- 2022 – Bortbytaren (Pán hory), česky 2024 (Kalibr, ISBN 978-80-242-9576-3)
- 2023 – Glasmannen (Skleněný muž), česky 2024 (Kalibr, ISBN 978-80-242-9874-0)

### MemoRandom
- 2014 – MemoRandom, česky 2015 (Knižní klub, ISBN 978-80-242-4908-7)
- 2015 – UltiMatum, česky 2016 (Knižní klub, ISBN 978-80-242-5404-3)

### Roční období
- 2016 – Slutet på sommaren (Konec léta), česky 2018 (Knižní klub, ISBN 978-80-242-5962-8)
- 2017 – Höstdåd (Podzimní případ), česky 2019 (Kalibr, ISBN 978-80-7617-208-1)
- 2018 – Vintereld (Zimní oheň), česky 2020 (Kalibr, ISBN 978-80-242-6372-4)
- 2020 – Våroffer (Jarní oběť), česky 2021 (Kalibr, ISBN 978-80-242-7154-5)

### Vraždy v Österlenu
- 2021 – Döden går på visning (Smrt přichází na prohlídku), česky 2022 (Kalibr, ISBN 978-80-242-8078-3)
- 2022 – Ett fynd att dö för (Smrt číhá na jarmarku), česky 2023 (Kalibr, ISBN 978-80-242-8794-2)